# Avelino Pi
Avelino Pi Flores (Barcelona, 1933 - Barcelona, 2017) fou un fotògraf català especialitzat en fotografia d'esports.

## Biografia
Avelino Pi va començar la seva feina com a fotògraf a principis dels anys setanta. Sota el títol Avelino Pi, fotògraf d'esports, el 2009 es presentà al Palau Robert una mostra de la seva trajectòria professional a partir de la gran varietat del seu arxiu i de les diferents disciplines esportives que ha fotografiat amb la seva càmera. Van ser instantànies recollides en especialitats com ara tenis, futbol, hoquei, atletisme, vela, golf o motociclisme, entre d'altres.
La seva obra es caracteritza també pels enquadraments creatius i pels objectius panoràmics que utilitza sovint.
Avelino Pi va estudiar química però la seva passió sempre va estar enfocada cap a l'esport. Primer com a tennista practicant al Club Tennis Barcino i posteriorment per mitjà de les fotos després d'una formació autodidacta. Durant el campionat mundial d'hoquei sobre herba celebrat a Barcelona el 1971, Avelino va aconseguir una de les seves fotos més emblemàtiques. Era de la selecció espanyola d'hoquei i va fer servir una càmera Hasselblad i un teleobjectiu de 500 mm. Amb aquesta imatge va guanyar un concurs el premi del qual va ser assistir als Jocs Olímpics de Múnic el 1972. A partir d'aquell moment, Avelino va iniciar una carrera imparable. Sense fixar-se massa en l'enquadrament es va centrar, sobretot, a aconseguir els moments decisius i més emotius dels esports que fotografiava. L'ús de càmeres de mig format, molt poc habitual per a l'època, li va permetre fer fotografies de gran qualitat, amb colors saturats que resistien grans ampliacions. Gràcies a aquesta tècnica i al seu ull privilegiat, va treballar per a marques com Myrurgia, Lacoste, Adidas o Kodak, i va realitzar nombroses portades per a La Vanguardia. Cal destacar la seva vinculació especial amb els Jocs Olímpics, que ha fotografiat en vuit ocasions i ha estat, durant cinc anys, el fotògraf del Comitè Olímpic Internacional. La força de les seves imatges esportives s'ha plasmat en nombroses exposicions com les que va fer al Reial Cercle Artístic el 1972, a la Sala del Consell Superior d'Esports el 1973 i el 2009, a la Sala Kodak el 1982, a la Galeria Olímpica el 1996 i el 2001, al CaixaForum i al Palau Robert de Barcelona el 2008, al Museu Marítim el 2010 i a l'ANC de Sant Cugat del Vallès el 2018. Internacionalment ha exposat al South Street Seaport Museum de Nova York el 2010 i al Museu Olímpic de Lausana.
L'any 2014 l'Arxiu Nacional de Catalunya va adquirir el fons fotogràfic d'Avelino Pi. Està integrat per unes 80.000 imatges, majoritàriament són negatius i diapositives, però també hi ha contactes i ampliacions per a exposicions.
El 2007 Avelino va patir una llarga i dolorosa malaltia. Malgrat això va poder continuar treballant fins a la darrera etapa de la seva vida.